# Офицерская школа Войск охраны пограничья
Офицерская школа Войск охраны пограничья (пол. Oficerska Szkoła Wojsk Ochrony Pogranicza, сокращённо OS WOP) — образовательное учреждение в Польше, занимавшееся подготовкой будущих офицеров Войск охраны пограничья. Существовала в 1949—1968 годах, имела номер в/ч 5216 (JW 5216).

## История

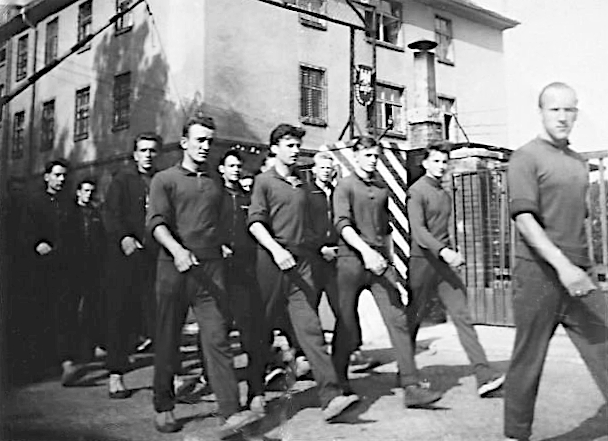
Подхорунжие во время разминки. В первом ряду первый слева подхорунжий Анзельм Вжосек (Anzelm Wrzosek)

Образована приказом Учебного отдела Войска польского № 0210/Org. от 23 ноября 1946 года. В августе 1949 года школа заняла место расформированного Центра подготовки охраны пограничья (пол. Centrum Wyszkolenia Ochrony Pogranicza). Школа подчинялась Главному инспекторату охраны пограничья в Варшаве. В сентябре школа переехала из Оструды в Кентшин.

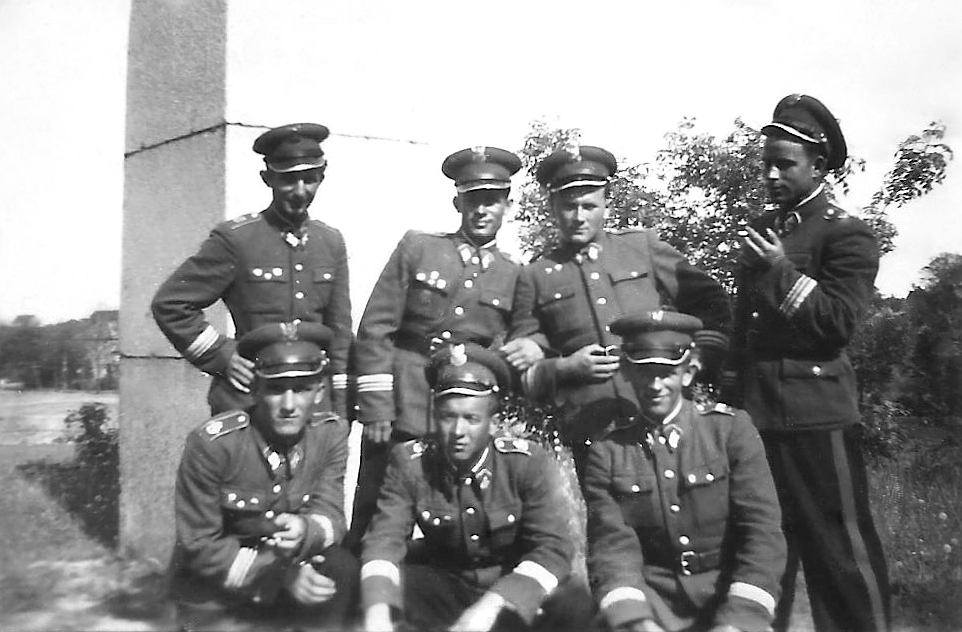
Подхорунжие III года обучения. В первом ряду первый слева подхорунжий Анзельм Вжосек (Anzelm Wrzosek)

Первый выпуск офицеров состоялся 22 декабря 1949 года, его принимал вице-министр общественной безопасности генерал бригады Конрад Светлик. В 1950 году в штат школы вошли санитарная служба и группа офицеров разведки из Главного управления Министерства государственной безопасности. Был расширен штат и в других организационных частях; появился второй батальон курсантов. В соответствии с приказом Министерства государственной безопасности № 043/Org. от 3 июня 1950 года штат школы вырос до 339 постоянных должностей и 642 временных.
В 1951 году в Управлении подготовки вместо прежних трёх циклов обучения были образованы шесть циклов: пограничной службы, политической, общевойсковой, огневой, разведывательной подготовки и общего образования. В структуру школы вошли ветеринарная служба, оружейный и финансовый отдел. Количество батальонов курсантов выросло до четырёх. В соответствии с организационным приказом № 015/WW от 10 октября 1951 года штат устанавливался в виде 367 постоянных должностей и 832 временных.
Изначально курсанты учились два года, с 1953 года срок обучения составлял уже три года. В 1954 году количество курсантских батальонов сократили до трёх, но добавили взвод химической защиты. Согласно организационному приказу № 012 DWW от 13 мая 1954 года, штат школы составлял 369 постоянных должностей.
В соответствии с приказом № 013/WW от 16 июня 1956 года три батальона были заменены на три роты подхорунжих, а также упразднялся цикл обучения разведывательной деятельности, восстановленный только в 1959 году на основании организационного распоряжения № 203/59/WW от 27 ноября 1958 года. В 1961 году школе присвоен позывной «Радуга» (пол. Tęcza).
В 1962 году Государственный совет ПНР присвоил школе знамя, торжественная церемония вручения состоялась 27 сентября. Знамя школе вручил командующий Войсками охраны пограничья генерал бригады Эугениуш Достоевский, знамя принял начальник школы полковник Збигнев Фургала.
В 1967 году было принято решение преобразовать офицерские школы Войска польского в высшие офицерские школы с четырёхлетним обучением. Подготовку офицерских кадров для ВОП возложили на Высшую офицерскую школу механизированных войск. В связи с этим в 1968 году Офицерская школа ВОП была расформирована. В 1969 году состоялся последний, 18-й выпуск курсантов этой школы. Всего школу окончили около 3 тысяч офицеров Войск охраны пограничья.
В 1970 году в Кенштине был образован Учебное учреждение внутренних войск (пол. Ośrodek Szkolenia Wojsk Wewnętrznych), в 1972 году — Учебное учреждение Войск охраны пограничья (пол. Ośrodek Szkolenia Wojsk Ochrony Pogranicza). В 1980 году он был преобразован в Учебный центр.

## Структура школы

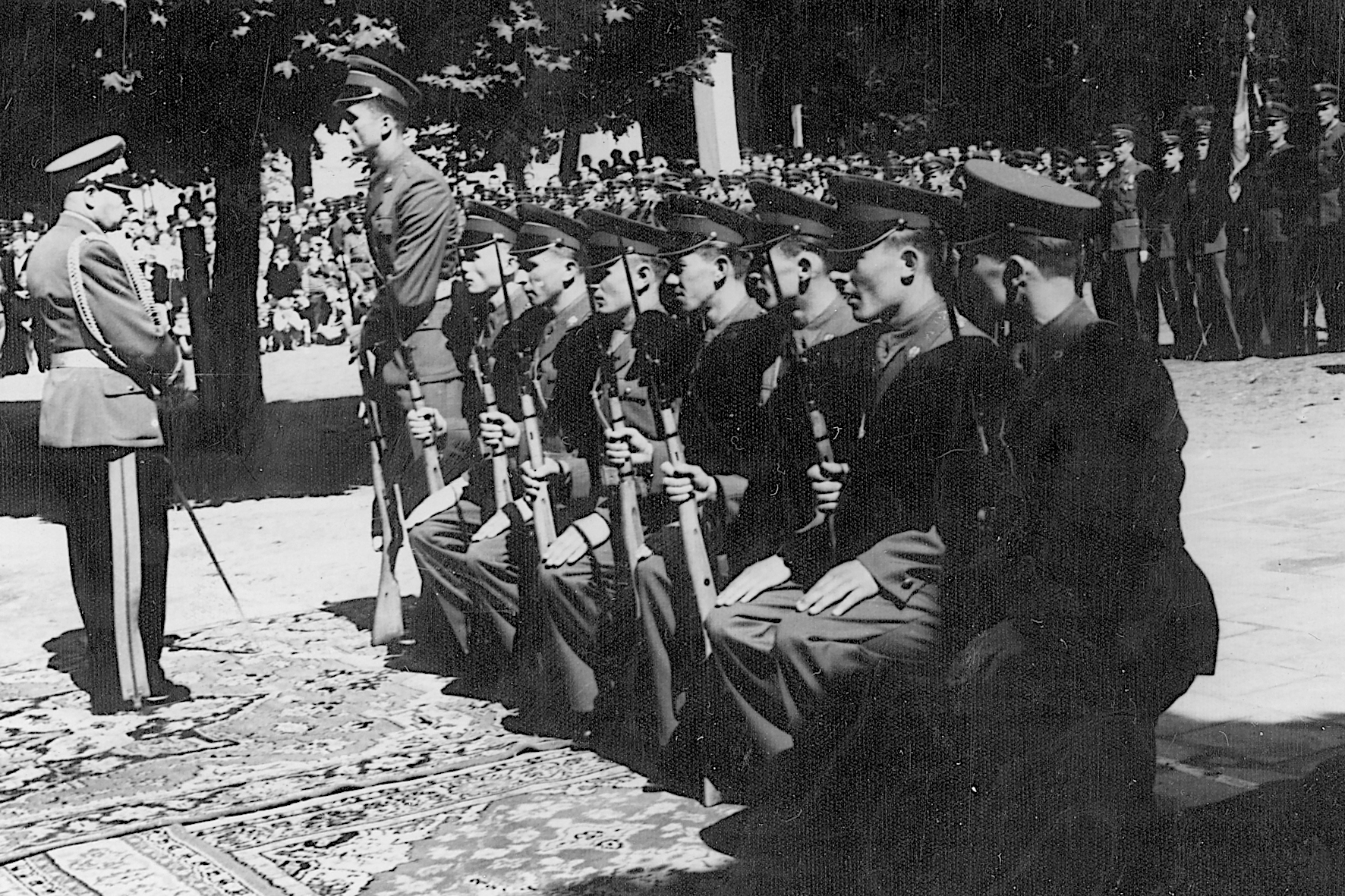
Выпуск 1958 года, перед выпускниками стоит генерал бригады Вацлав Комар. Второй справа — подхорунжий Рышард Бартошевич (Ryszard Bartoszewicz)

По состоянию на 1951 год в структуру школы входили:
- Командование
- Политический отдел
- Учебный отдел
  - Цикл обучения пограничной службе
  - Цикл обучения разведке
  - Цикл огневой подготовки
  - Цикл общевойсковой подготовки
  - Цикл политической подготовки
  - Цикл общеобразовательной подготовки
- Подотделы и курсы
- Квартирмейстерская служба

## Начальники
- полковник Вильхельм Вебер[5]
- подполковник Миколай Алезарчик (1949—1951)
- полковник Алексы Романов (1951—1955)[3]
- подполковник Михал Кобылянский (1955—1959)
- полковник Сильвестер Косцяк[пол.] (1959—1960)
- полковник Францишек Савицкий[пол.] (1960—1961)
- полковник Збигнев Фургала (1961—1966)
- полковник Ежи Окжея[пол.] (1966—1967)